# Kaskasajaure
Kaskasajaure (Svarta sjön eller Gaskkasjárvi) är en sjö i Kiruna kommun i Lappland och ingår i Kalixälvens huvudavrinningsområde. Sjön är Sveriges högsta namngivna sjö 1 448 meter över havet. Kaskasajaure får mycket av sitt vatten från flera mindre glaciärer, bland annat Sydöstra Kaskasapakteglaciären. Jojoleden passerar sjön som erbjuder ett par karga tältplatser. Omkring 3 kilometer söder om Kaskasajaure ligger Sveriges högsta berg Kebnekaise, 2 kilometer i nordöstlig riktning ligger Sveriges tredje högsta berg Kaskasatjåkka och 1 kilometer norr ut ligger Sveriges fjärde högsta berg Kaskasapakte. Omkring en kilometer väster om sjön finns minnesstenen efter besättningen på en av svenska försvarets helikopter 10. Besättningen omkom när helikoptern totalhavererade efter att helikopterns rotor kommit i kontakt med en bergvägg och störtat under ett räddningsuppdrag den 11 augusti 2000.

## Delavrinningsområde
Kaskasajaure ingår i det delavrinningsområde (754006-161665) som SMHI kallar för Utloppet av Tarfalasjön. Medelhöjden är 1 515 meter över havet och ytan är 8,08 kvadratkilometer. Det finns inga avrinningsområden uppströms utan avrinningsområdet är högsta punkten. Tarfalajåkka som avvattnar avrinningsområdet har biflödesordning 4, vilket innebär att vattnet flödar genom totalt 4 vattendrag innan det når havet efter 410 kilometer. Avrinningsområdet består mestadels av kalfjäll (76 procent). Avrinningsområdet har 0,55 kvadratkilometer vattenytor vilket ger det en sjöprocent på 6,8 procent. Delavrinningsområdet täcks till 16,96 procent av glaciärer, med en yta av 1,3719 kvadratkilometer.

## Galleri

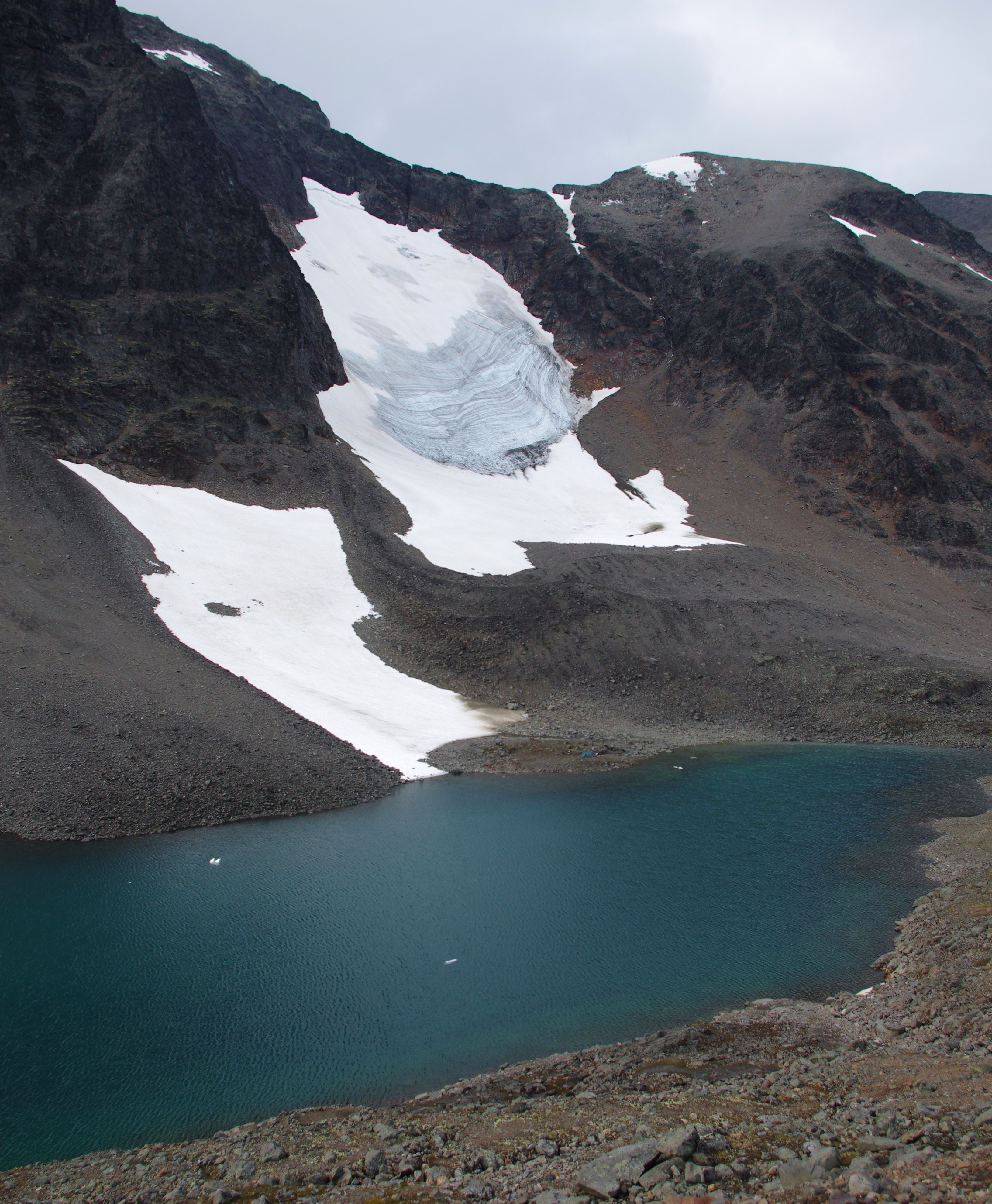
Kaskasajaure och Sydöstra Kebnepakteglaciären.
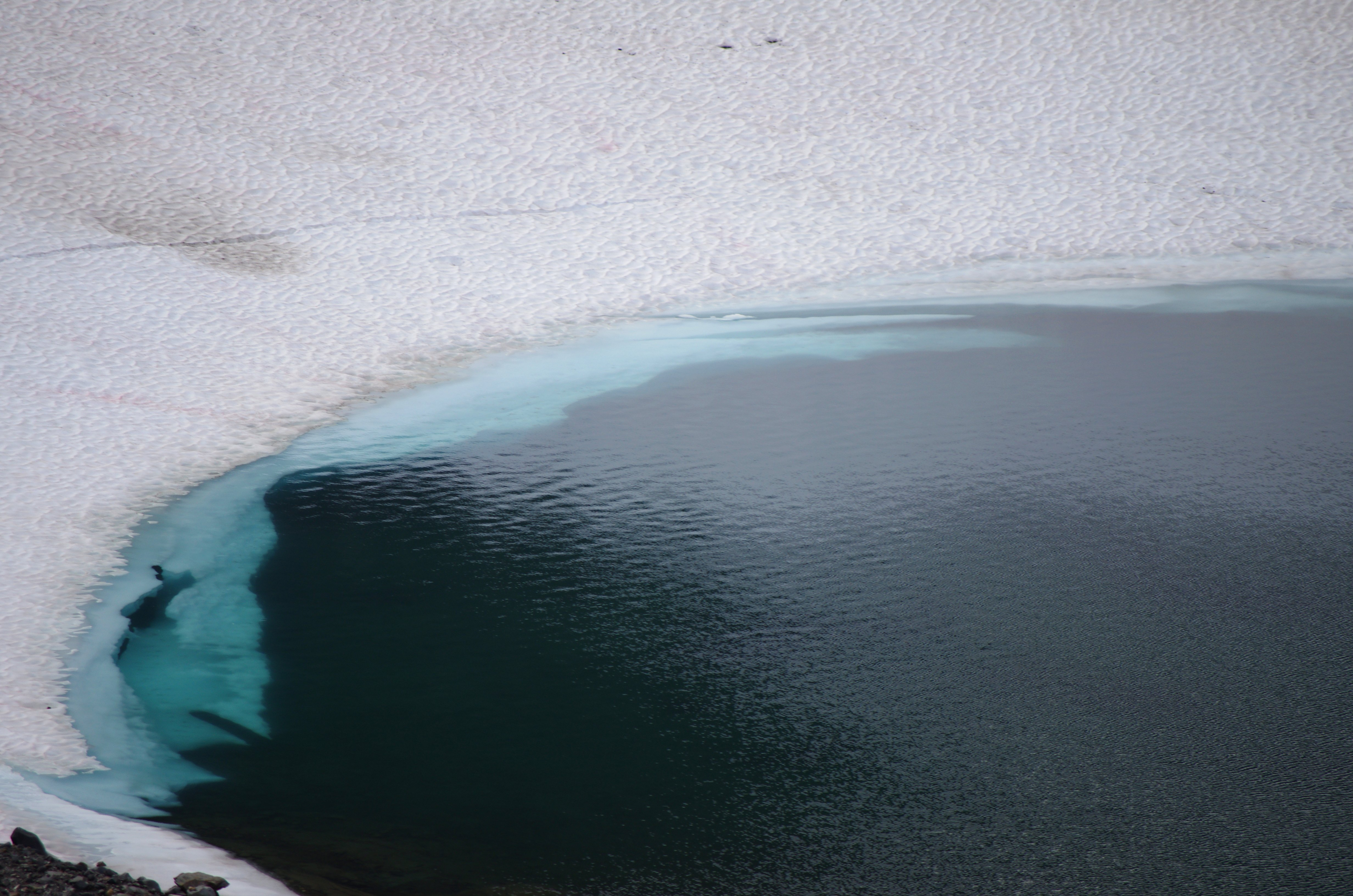
Närbild på sjöns västra del som är täckt av snö och is mitt i sommaren.
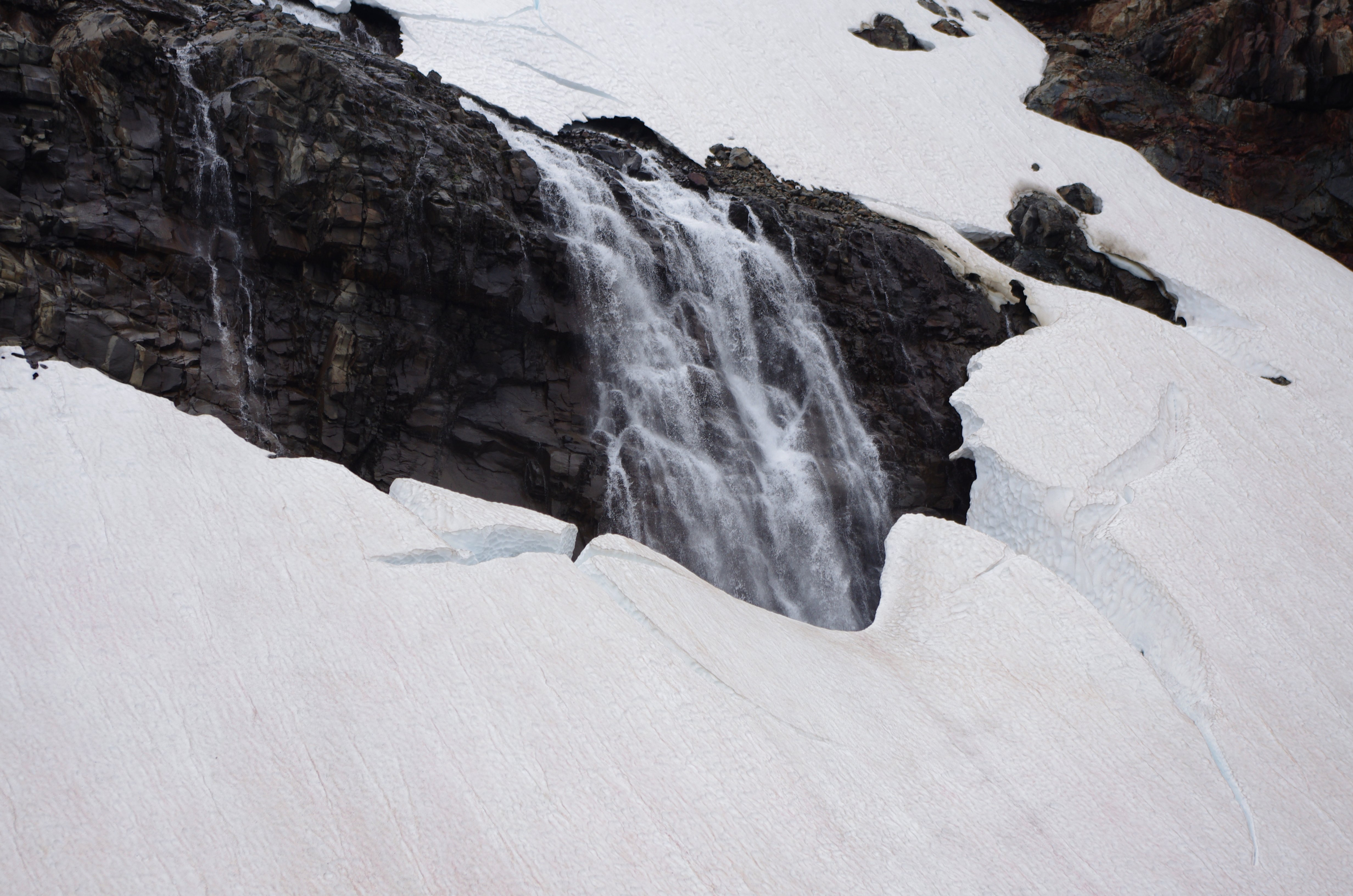
Gaskkasjárvis namnlösa utflöde som rinner mot Tarfalasjön.
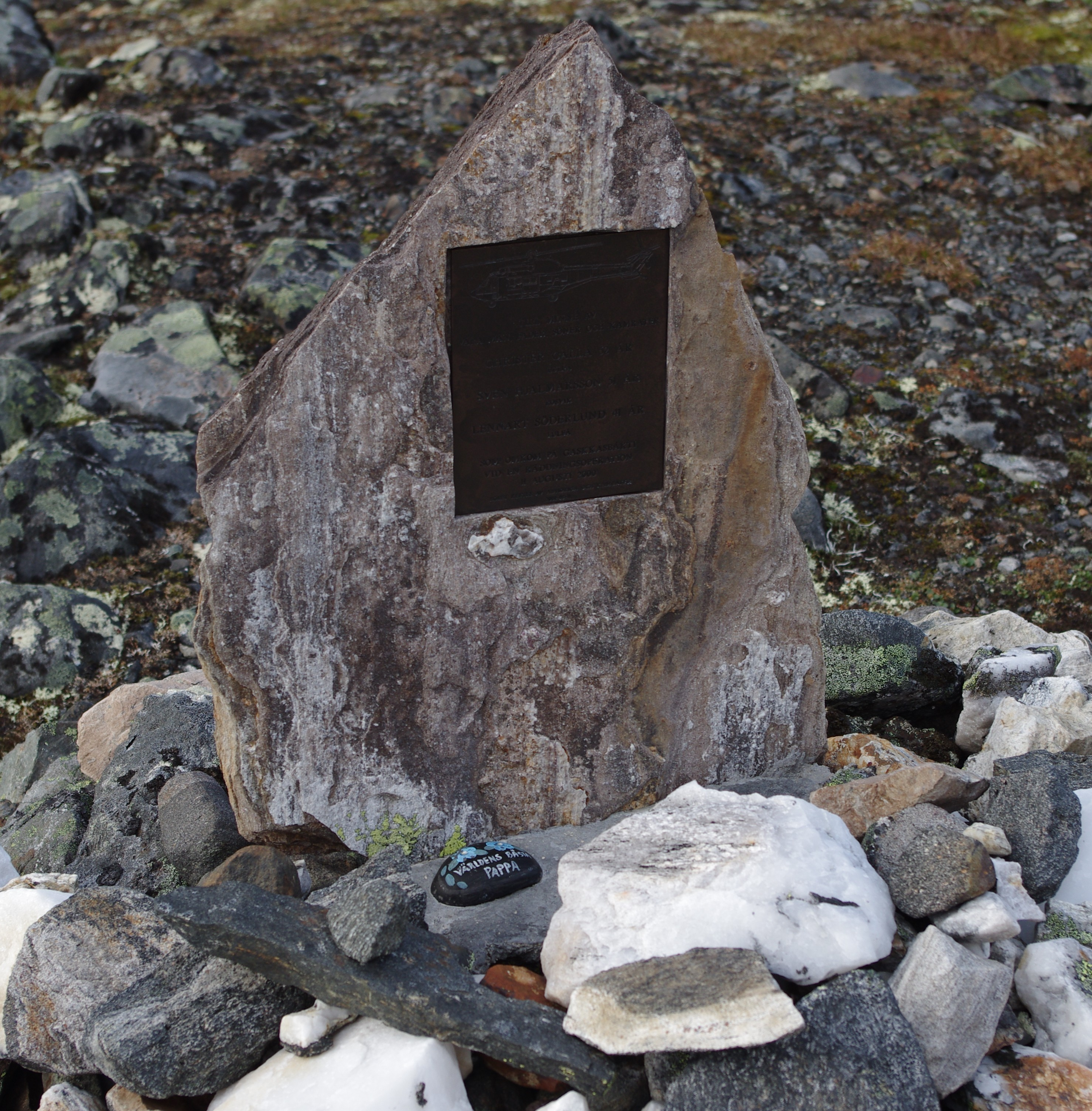
Minnessten över helikopterolycka den 11 augusti 2000. Texten på stenen lyder: Till minne av våra män, fäder, söner och kamrater. Christer Calla 52 år (Luleå), Sven Hjalmarsson 51 år (Rosvik), Lennart Söderlund 41 år (Luleå), som omkom på Gaskkasbákti vid en räddningsoperation 11 augusti 2000.